# Fontenais
Fontenais är en ort och kommun i distriktet Porrentruy i kantonen Jura, Schweiz. Kommunen har 1 647 invånare (2023).
I kommunen ligger även orterna Villars-sur-Fontenais och Bressaucourt. Bressaucourt var till och med 2013 en egen kommun.